# Asisat Oshoala
Asisat Lamina Oshoala, född 9 oktober 1994 i Ikorodu i Lagos, är en nigeriansk fotbollsspelare (forward).
Sedan 2011 spelar Oshoala i Nigerias landslag och hon har varit en del av landets trupp till både VM i Kanada år 2015 och VM i Frankrike år 2019. Mellan 2013 och 2015 spelade hon för nigerianska klubblaget Rivers Angels och 2015 gick hon över till att spela för brittiska Liverpool LFC. Samma år fick hon priset BBC Women's Footballer of the Year award. Idag spelar hon i spanska FC Barcelona.